# Гартсбург (Міссурі)
Гартсбург (англ. Hartsburg) — селище (англ. village) в США, в окрузі Бун штату Міссурі. Населення — 133 особи (2020).

## Географія
Гартсбург розташований за координатами 38°41′50″ пн. ш. 92°18′26″ зх. д. / 38.69722° пн. ш. 92.30722° зх. д. (38.697182, -92.307130).  За даними Бюро перепису населення США в 2010 році селище мало площу 0,55 км², уся площа — суходіл.

## Демографія
Згідно з переписом 2010 року, у місті мешкали 103 особи в 48 домогосподарствах у складі 20 родин. Густота населення становила 187 осіб/км².  Було 59 помешкань (107/км²).
Расовий склад населення:
| - 94,2 % — білих - 2,9 % — чорних або афроамериканців - 1,0 % — корінних американців - 1,0 % — азіатів |

До двох чи більше рас належало 1,0 %. Частка іспаномовних становила 1,9 % від усіх жителів.
За віковим діапазоном населення розподілялося таким чином: 18,4 % — особи молодші 18 років, 61,2 % — особи у віці 18—64 років, 20,4 % — особи у віці 65 років та старші. Медіана віку мешканця становила 41,6 року. На 100 осіб жіночої статі у місті припадало 106,0 чоловіків;  на 100 жінок у віці від 18 років та старших — 104,9 чоловіків також старших 18 років.
Середній дохід на одне домашнє господарство  становив 42 225 доларів США (медіана — 40 313), а середній дохід на одну сім'ю — 68 695 доларів (медіана — 64 688). За межею бідності перебувало 11,2 % осіб, у тому числі 0,0 % дітей у віці до 18 років та 28,6 % осіб у віці 65 років та старших.
Цивільне працевлаштоване населення становило 49 осіб. Основні галузі зайнятості: публічна адміністрація — 24,5 %, науковці, спеціалісти, менеджери — 14,3 %, будівництво — 14,3 %.